# Digi 24
Digi 24 este un post de televiziune de știri   înființat la data de 1 martie 2012, la București, de către RCS & RDS.
Digi 24 se poate recepționa atât în format HD, cât și în format Standard Definition. Fiind un post al companiei RCS&RDS s-a putut recepționa, în primii doi ani, doar în rețeaua de cablu și satelit RCS&RDS, urmând ca din 2014 să fie declarat liber la retransmisie, intrând în lista must-carry, astfel și în grila companiilor concurente.
Din 1 octombrie 2021 a fost lansat canalul Digi 24 FM care retransmisie pe FM DIGI 24.
Postul de televiziune Digi 24 poate rămâne, în cazul în care un proiect legislativ care vizează presa este adoptat, fără deținerea RCS&RDS, astfel postul ar trebui să fie preluat de o altă societate media.
Postul de televiziune cu toate că se declară nepartizan, în ultimii ani a avut invitați care au susținut mai degrabă cauza partidelor liberale ca PNL și USR.

## Emisiuni
- Jurnalul de știri Digi 24
- România 24
- 2.0
- Bonton
- Biziday
- Business Club
- Catalog imobiliar
- Conversații esențiale
- Ca-n filme
- Dă-te la o carte
- Digicult
- Digimatinal
- Din interior
- Imparțial
- Jurnal pentru copii
- Jurnal extern
- Jurnalul de seară
- Kilometrul 0
- La volan
- Pașaport diplomatic
- Pastila de limbă
- Revista presei
- Sănătatea în bucate
- Tinerețe fără bătrânețe
- Turist acasă
- În fața ta
- 24 într-o oră
- 24 de minute
- Planeta ești tu!
- UP!
- Bani în mișcare
- Studio Politic
- Europa mi-e bine, ți-e bine
- Agro Jurnal

## Proiecte
- Reportaj
- Vin din Basarabia
- Generația revoluției
- Triumful unei națiuni
- Primii doi ani
- 1989 - Anul care a schimbat lumea
- Lumina e în oameni
- România furată
- România cu încetinitorul
- Raport de țară
- NATO - Summitul securității mondiale
- Legi cu dedicație
- România XXL
- România din farfurie
- România din plic
- Vreau să știu
- Premiile Oscar 2015
- Premiile Oscar 2016
- Politicieni fără de lege
- 1990 - Anul 0
- Generația X - Români de succes
- Proiect de țară
- Copilărie cu palma
- România de fațadă
- România Fast Forward
- România la bilanț
- 100 de ani de comunsim
- Statul la Stat
- Pacient în România
- Digistoria

## Jurnaliști reprezentativi
- Arina Delcea
- Anca Dumitrescu
- Cătălin Petre
- Alexandra Albu
- Alexandra Țenea
- Ștefania Vasiliu
- Cosmin Prelipceanu
- Claudiu Pândaru
- Florin Negruțiu
- Raluca Pantea
- Roxana Vântu
- Cristina Sbîrn
- Ionuț Negru
- Paul Greavu
- Annabelle Borș
- Manuela Rolea
- Cătălin Vlăsceanu
- Georgiana Dediș
- Marius Țuca
- Iulia Stanciu
- Carolina Voin
- Adina Șandru
- Andrei Marinaș
- Cosmin Stuparu
- Ana Maria Dobre
- Teodora Tompea
- Ionuț Suciu
- Bogdan Marica
- Toni Sorică
- Raluca Bașu
- Oana Manoilă
- Alex Baran
- Alex Moraru
- Carla Tănasie
- Adrian Susanu
- Octavian Haragoș
- Sergiu Voicu
- Bogdan Ocnaru
- Alexandra Groza
- Radu Paraschivescu
- Ștefania Bătrînca
- Alice Enuca
- Sidonia Ghindeanu
- Ioana Mihai
- Mirela Palcu
- Adela Mohanu
- Andreea Negoiță
- Andreea Georgescu
- Mihai Firică
- Manuela Strinu
- Alexandra Grigoriță
- Ligia Munteanu
- Andreea Stroe
- Lucian Lăcătuș

## Sancțiuni
| Data deciziei CNA | Sancțiune       | Decizie | Număr |
| ----------------- | --------------- | --- | ----- |
| 03.06.2021        | somație publică | în cadrul emisiunii ”Jurnalul de seară” din 15 aprilie 2021, 4 informațiile despre situația în care Sectorul 1 ar putea rămâne fără internet, în urma unei decizii a Primăriei Sectorului 1, au fost prezentate fără punctul de vedere al acestei instituții, fapt ce contravine prevederilor art. 3 din Legea audiovizualului. | 26    |
| 03.06.2021        | somație publică | în cadrul emisiunilor informative din 11 martie 2021, știrea referitoare la un presupus act sexual între doi elevi, ce ar fi avut loc în incinta unei școli dintr-o comună, nu a conținut și acordul părinților acestora în legătură cu relatarea acestui caz, fapt ce contravine art. 71 alin. (1) din Codul audiovizualului. | 25    |
| 03.06.2021        | somație publică | în cadrul emisiunii ‘’Focus România’’ din 03.01.2021, subiectul despre Institutul de Studii Avansate pentru Cultura și Civilizația Levantului, context în care au fost difuzate date nereale cu privire la pretinsele drepturi salariale încasate, lunar, de președintele Institutului, nu a fost prezentat în mod corect și imparțial, fapt ce contravine art. 64 din Codul audiovizualului. | 24    |
| 03.12.2020        | somație publică | în timpul emisiunii Jurnalul de seară din 17 noiembrie 2020, difuzată ca fiind de dezbatere electorală, nu a fost precizată calitatea în care se exprimă persoanele invitate, cum ar fi cea de candidat sau de reprezentant al acestuia, ci doar funcția deținută și apartenența lor politică, fapt ce contravine prevederilor art. 8 din Decizia nr. 603/2020 privind respectarea regulilor de desfășurare în audiovizual a campaniei electorale pentru alegerea Senatului și a Camerei Deputaților din anul 2020. | 23    |
| 24.11.2020        | somație publică | în edițiile din 9 și 10 noiembrie 2020 ale emisiunii Jurnalul de seară, declarate de radiodifuzor ca emisiuni de dezbatere electorală, nu a fost afișată mențiunea „candidat” sau reprezentant al acestuia, pentru invitații participanți la emisiuni. | 22    |
| 10.09.2020        | somație publică | știrea, difuzată în ziua de 19 august 2020, având ca subiect implicarea unui vlogger într-un accident rutier nu a fost verificată în prealabil cu privire la veridicitatea acestei informații, care, ulterior, s-a dovedit a nu fi reală și pe care radiodifuzorul nu a rectificat-o, încălcându-se astfel art. 64 din Codul audiovizualului. | 21    |
| 08.09.2020        | somație publică | în cadrul edițiilor de Știri din 8 august 2020, difuzate în intervalul 18:00-23:00, invitatul care a intervenit telefonic a folosit un limbaj jignitor la adresa unor persoane, fără ca prezentatorul să intervină și să nu-i permită să folosească un astfel de limbaj de natură a-i prejudicia dreptul la imagine și demnitate, fapt ce contravine prevederilor art. 40 din Codul audiovizualului. | 20    |
| 25.08.2020        | somație publică | în cadrul emisiunii informative ”Știri Digi 24”, difuzată în data de 19.07.2020, de la ora 17.00, a conținut imagini cu acte de cruzime asupra animalelor domestice, de natură să afecteze dezvoltarea mentală și morală a minorilor, care au avut acces neîngrădit la vizionare, fapt ce contravine prevederilor art. 39 din Legea audiovizualului, raportate la cele ale art. 19 din Codul audiovizualului. | 19    |
| 07.05.2020        | somație publică | în cadrul știrii difuzate în emisiunile informative din 13 aprilie 2020, în care au fost aduse acuzații unui preot în legătură cu un pretins mesaj de a chema oamenii la biserică, de Înviere, în contextul pandemiei, nu a fost prezentat și punctul de vedere al acestuia și nu a fost asigurată informarea imparțială și cu bună-credință a publicului cu privire la acest subiect, așa cum radiodifuzorul avea obligația potrivit art. 40 și 64 din Codul audiovizualului.’’                                    | 18    |
| 29.04.2020        | somație publică | în edițiile emisiunii „Digimatinal”, rubrica „La volan”, difuzate în zilele de 8 și 10.04.2020, radiodifuzorul nu a respectat prevederile privind regimul difuzării sponsorizării, întrucât la începutul, în cuprinsul și/sau la sfârșitul rubricii ”La volan” nu a menționat existența unui acord de sponsorizare, încălcând astfel prevederile art. 34 din Legea audiovizualului. | 17    |
| 23.04.2020        | somație publică | în contextul abordării subiectului despre instituirea carantinei în orașul Țăndărei din jud. Ialomița, în cadrul ediției informative ”Știri Digi 24” din 4 aprilie 2020, de la ora 15.00, prezentatoarea a făcut afirmații defăimătoare la adresa etniei rrome, fapt ce contravine prevederilor art. 47 din Codul audiovizualului. | 16    |
| 22.04.2020        | 5.000 lei       | în ediția de știri de la ora 23.00 din ziua de 27 martie 2020 a difuzat o informație neverificată și incorectă referitoare la decesul unui medic de la Spitalul Gerota internat la Spitalul Matei Balș, infectat cu noul coronavirus, deși, în realitate, acesta trăia, dar era în stare critică la acel moment. | 15    |
| 05.12.2019        | somație publică | în cadrul mai multor emisiuni informative și de dezbateri, difuzate în luna noiembrie 2019, subiectele referitoare la cazurile relatate din spitalele Gomoiu și Sfânta Maria nu au fost prezentate într-un mod imparțial și cu bunăcredință, fapt ce contravine principiului prevăzut de art. 64 din Codul audiovizualului, potrivit căruia informarea cu privire la un subiect, fapt sau eveniment să fie corectă, verificată și prezentată în mod imparțial și cu bună-credință.                                  | 14    |
| 28.11.2019        | somație publică | în cadrul emisiunii de știri și dezbateri Cotroceni 2019 din 24 noiembrie 2019, unul dintre invitați a adus acuzații unui partid politic despre care a afirmat că a tăgăduit dreptul constituțional al românilor din diaspora cu privire la exercitarea dreptului de vot, fără ca moderatorul să intervină și să-i solicite ferm să probeze afirmațiile acuzatoare, pentru ca publicul să evalueze cât de justificate sunt acestea, fapt ce contravine prevederilor art. 40 din Codul audiovizualului               | 13    |
| 07.11.2019        | somație publică | în cadrul emisiunii Jurnalul de seară din 31 octombrie 2019, unul dintre invitați a folosit un limbaj jignitor la adresa unei persoane, fără ca moderatorul să intervină și să nu-i permită să folosească un astfel de limbaj de natură a-i prejudicia dreptul la imagine și demnitate, fapt ce contravine prevederilor art. 40 din Codul audiovizualului.” | 12    |
| 26.09.2019        | 35.000 lei      | în cadrul ediției emisiunii “Jurnalul de seară” din 30 iulie 2019, de la ora 20.00, modul în care au fost difuzate convorbirile telefonice de la 112, în care este prezentată vocea uneia dintre victimele de la Caracal, aceasta aflându-se într-o situație dramatică și critică, a contravenit grav prevederilor art. 39 din Legea audiovizualului, care reglementează obligația radiodifuzorului de a asigura protecția minorilor în cadrul programelor.                                                         | 11    |
| 03.09.2019        | somație publică | pe parcursul emisiunilor de știri și dezbateri difuzate în 28 iulie 2019 a prezentat imagini cu reacția membrilor familiei unei fete decedate, la aflarea veștii că fata lor a fost ucisă de o persoană, imagini care au scos în evidență trauma prin care trece familia și nu a fost respectată intimitatea persoanei într-un astfel de moment, fapt ce contravine prevederilor din Codul audiovizualului. | 10    |
| 04.06.2019        | somație publică | în emisiunea „Jurnalul de seară” din 19 mai 2019, în cadrul unor discuții privind mobilizarea cetățenilor la alegerile europarlamentare ce urmau să se desfășoare în data de 26 mai, nu s-a asigurat o distincție clară între fapte și opinii. | 9     |
| 26.02.2019        | 5.000 lei       | în zilele de 28 și 29 ianuarie 2019 a difuzat, în cadrul mai multor ediții infomative, un subiect referitor la un medic din Târgu Jiu care ar fi refuzat tratarea unei paciente, fără a asigura informarea cu bună credință a publicului prin prezentarea unui punct de vedere al medicului referitor la situația în care a fost implicat. | 8     |
| 21.02.2019        | somație publică | în emisiunea „Jurnalul de seară” din 25 octombrie 2018, în care s-a discutat despre legea spălării banilor, nu a fost asigurată informarea imparțială a publicului în legătură cu acest subiect de interes public și nu a fost prezentată și opinia vreunui reprezentant al UDMR, fapte ce contravin art. 64 și 70 din Codul audiovizualului. | 7     |
| 02.10.2018        | somație publică | în cadrul emisiunii „Jurnalul de seară” din 19 aprilie 2018, a fost folosit un limbaj jignitor la adresa participanților la mitingul organizat în susținerea familiei tradiționale, încălcânu-se astfel art. 40 din Codul audiovizualului. | 6     |
| 15.02.2018        | 10.000 lei      | în cadrul emisiunii „Jurnalul de seară” din 16 ianuarie 2018, în contextul discuțiilor despre desemnarea noului premier au fost făcute afirmații de natură a-i prejudicia demnitatea și imaginea, fapt ce contravine prevederilor art. 3 din Legea audiovizualului referitoare la protejarea drepturilor fundamentale ale persoanei | 5     |
| 18.01.2018        | 10.000 lei      | în perioada 13-17 decembrie 2017 a difuzat, la ore accesibile minorilor, în cadrul emisiunilor de știri, de 286 de ori, înregistrările camerelor de supraveghere din stațiile de metrou în care au avut loc o crimă și o tentativă de omor, înregistrări de natură a afecta grav dezvoltarea fizică, mentală și morală a minorilor | 4     |
| 30.01.2014        | somație publică | în zilele de 24 și 25 octombrie 2013 a difuzat, cu încălcarea dispozițiilor legale privind informarea corectă a publicului, un material în care se imputau presupuse fapte ilegale, nedovedite în concret, săvârșite la Institutul Clinic Fundeni, fapt de natură să afecteze percepția publicului cu privire la activitatea ce se desfășoară în cadrul acestei instituții, precum și la moralitatea personalului medical.                                                                                          | 3     |
| 19.07.2012        | somație publică | referendumul privind demiterea Președintelui României, întrucât în cadrul emisiunilor de dezbatere difuzate în perioada 12 – 15 iulie 2012 numărul participanților care au exprimat puncte de vedere pentru și împotriva demiterii Președintelui României nu a fost egal, pentru demitere fiind în număr de 6, iar cele contra demiterii, în număr de 2. | 2     |
| 22.05.2012        | somație publică | în cadrul emisiunii „Jurnalul pentru copii”, difuzată în zilele de sâmbătă, 19 mai, și duminică, 20 mai 2012, emisiune care nu a avut caracter electoral, au participat doi reprezentanți ai competitorilor electorali | 1     |